# 류성록
류성록(柳成祿, 1995년 3월 13일 ~ )은 대한민국의 배우이다.

## 출연작

### 영화
- 《야구소녀》 (2020년) - 후배 야구부원 역 (우정출연)
- 《애틀란틱시티》 (2019년) - 민국 역
- 《히치하이크》 (2019년) - 수완 역
- 《엄마와 포포와 나》 (2018년) - 정석 역
- 《곳에 따라 비》 (2018년) - 남수 역
- 《너는 결코 서둘지 말라》 (2018년) - 20대 남수 역
- 《크로키》 (2018년) - 선형 역
- 《파미르》 (2017년) - 성철 역
- 《방구의 무게》 (2017년) - 민원 역
- 《포크레인》 (2017년) - 골목길 시위대 학생 역
- 《가슴의 문을 두드려도》 (2016년) - 이정호 역
- 《부산행》 (2016년) - 야구부원 역

### 드라마
- 《드라마 스테이지 - 개 같다 거지같다 아름답다》 (2019년, tvN) - 경수 역
- 《손 the guest》 (2018년, OCN)
- 《달리는 조사관》 (2019년, OCN) - 정남수 역
- 《아무도 모른다》 (2020년, SBS) - 이영식 역
- 《더 킹 : 영원의 군주》 (2020년, SBS) - 박규봉 역
- 《비밀의 숲 2》 (2020년, tvN) - 전기혁 역
- 《모범택시》 (2021년, SBS) - 한동찬 역
- 《아직 최선을 다하지 않았을 뿐》 (2022년, TVING) - 패스트푸드점 사장 역
- 《군검사 도베르만》 (2022년, tvN) - 안수호 역
- 《내일》 (2022년, MBC) - 남궁재수 역
- 《마녀》 (2025년, 채널A) - 주성 역
- 《미지의 서울》 (2025년, tvN) - 호수의 동료 변호사 역

### 연극
- 《푸른하늘 은하수》
- 《뮤지컬 이순신》